# Fransensingel
De Fransensingel is een straat of singel aan de rand van het centrum van de Nederlandse stad Maastricht. De verkeersluwe singel maakt verkeerstechnisch geen onderdeel uit van de Maastrichtse singelring, hoewel dat qua ontstaansgeschiedenis wel het geval is. Van de ongeveer 375 meter lange straat is slechts 150 m openbaar toegankelijk; het overige deel ligt op het terrein van de papierfabriek Sappi.

## Naamgeving, ligging en verkeer
De Fransensingel is genoemd naar de Franse bewindvoerders over de stad Maastricht in de periodes 1673-78, 1748-49 en 1794-1814. Dit naar analogie van diverse andere singels in Maastricht (Statensingel, Hertogsingel, Prins Bisschopsingel).
De straat ligt in het noordwestelijk deel van het Maastrichtse stadscentrum in de buurt Boschstraatkwartier. Afwijkend van de andere Maastrichtse singels op de westelijke Maasoever, vormt de Fransensingel niet de begrenzing van het centrum; de grens met de buurt Boschpoort ligt hier enkele honderden meters noordelijk. De straat loopt min of meer van west naar oost tussen de Frontensingel en de rivier de Maas. Aan de westzijde ligt het beginpunt bij de kruising met de Boschstraat, de Frontensingel en de Bosscherweg. Daartussen ligt één zijstraat, de Commandeurslaan, die slechts voor voetgangers en fietsers toegankelijk is.
De weg bestaat uit twee rijbanen. Bij de brug over de Zuid-Willemsvaart zijn de rijbanen gescheiden. Ter hoogte van de kruising met de Bosscherweg zijn voorsorteerstroken aanwezig. Er zijn geen parkeerstroken of fietspaden; slechts bij een enkel huis aan de zuidzijde is een voetpad aanwezig. Op het fabrieksterrein van Sappi staat een portiersloge midden op de weg.

## Geschiedenis
De geschiedenis van het gebied rond de Fransensingel loopt tot eind negentiende eeuw parallel met die van de vesting Maastricht. Na de sloop van de vestingwerken werd de straat aangelegd als onderdeel van een rustige singelweg, die door de industriële expansie geleidelijk zijn openbare karakter kwijt raakte.

### Vestinggordel (tot 1867)
Eind 13e eeuw bleek de eerste middeleeuwse stadsmuur te krap. Door de bouw van een tweede enceinte werden de langs de uitvalswegen ontstane voorsteden binnen de ommuurde stad gebracht. Volgens sommige auteurs was het aanvankelijk de bedoeling dat de muur het tracé van de Maastrichter Grachtstraat zou volgen, waardoor de Sint-Matthijsparochie binnen de stad zou komen te liggen. Uiteindelijk werd gekozen voor een noordelijker tracé, waardoor ook het Antonietenklooster en de Commanderij Nieuwen Biesen van de Duitse ridders binnen de ommuring kwamen te liggen. De muur was pas omstreeks 1500 voltooid. De muur had op de linker Maasoever een hoogte variërend van 6 tot 9 m en een lengte van 4,4 km (inclusief ca. 850 m bestaande muur, voornamelijk langs de Maasoever). Er kwam een nieuwe stadspoort in het noordelijk stadsdeel: de Boschpoort. De muur tussen de Boschpoort en de Maas telde vijf waltorens. De noordoostelijke hoektoren heette Mariatoren. In de raadsverdragen van 1399-1400 wordt de omgeving aangeduid als "te Biesen an den thoren". Ter plekke bevonden zich tevens enkele poternes (kleine poorten die bij belegeringen dichtgemetseld werden). Aan de veldzijde lag een gracht, die min of meer het tracé van de Fransensingel volgde. Door het wisselende waterpeil in de Maas viel de gracht regelmatig droog. In 1525 werd met de verkoop van de goederen van het opgeheven ambacht der "Scoense Verderen" (Ommelandvaarders) een nieuwe verdedigingstoren opgericht, iets ten noorden van de Mariatoren. Een halve eeuw later werd de toren opgenomen in het Biesenbastion, dat als een pijlpunt uit de walmuur stak. In de loop van de zestiende eeuw werden ook de muurtorens aangepast door ze te verlagen en vol te storten met aarde, zodat er zwaar geschut kon worden opgesteld. Vlak bij de Boschpoort lag een kruithuis en tussen 1673 en 1722 was er ook een kazerne.

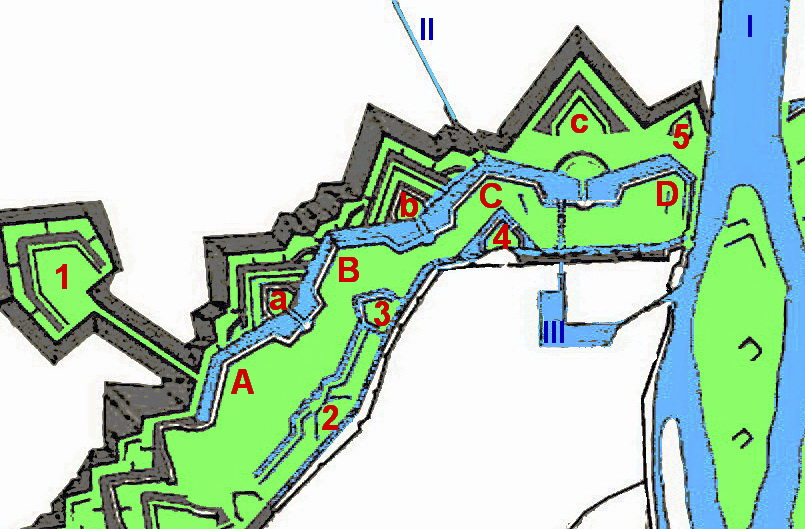
Fort Willem I en de Nieuwe Bossche Fronten (situatie ca. 1825-1867)

Het eerste buitenwerk dat in dit gebied tot stand kwam was waarschijnlijk de ravelijn bij de Boschpoort uit ca. 1616, in 1677 vernieuwd (B op de kaart hiernaast). Na de verovering van Maastricht door Frederik Hendrik werden daaraan toegevoegd: het ravelijn achter de Biesen (A) en het hoornwerk achter de Biesen (C). Dat deze buitenwerken bij lange na niet voldeden, bleek enkele tientallen jaren later bij het beleg van 1673, toen de stad in minder dan twee weken door Lodewijk XIV van Frankrijk werd ingenomen. De Franse vestingbouwer Vauban stelde diverse verbeteringen voor. Toegevoegd werden het ravelijn buiten de Boschpoort (E) en het lunet Le Roy (D). Een belangrijke verbetering was de aanleg van het 1100 meter lange Jekerkanaal (1673-78), waardoor het mogelijk werd om water uit het riviertje de Jeker vanuit het zuiden van de stad over te hevelen naar de Bossche Fronten. In de loop van de achttiende eeuw werden diverse verbeteringen en uitbreidingen uitgevoerd, maar door het ontbreken van een totaalplan bleef de verdediging hier gebrekkig. In de Hoge Fronten kwam tussen 1772 en 1776 volgens een integraal plan de Linie van Du Moulin tot stand, die als ondoordringbaar gold. Het was dan ook niet verwonderlijk dat de Fransen bij het beleg van 1793 en dat van 1794 hun aanval inzetten op de Lage Fronten.
Bij de belegeringen van 1793 en 1794 was gebleken dat vooral de Bossche Fronten dringend modernisering behoefden. Na het vertrek van de Fransen werd in 1815 begonnen met de bouw van het Fort Willem I (1; zie kaart hiernaast) op de oostflank van de Caberg, een jaar later gevolgd door de vrijwel complete vernieuwing van de Bossche Fronten. De bouw van de Nieuwe Bossche Fronten vond in fasen plaats tussen 1816 en 1821. De kosten bedroegen bijna 2,5 miljoen gulden, een enorme investering in die tijd. De Nieuwe Bossche Fronten bestonden uit vier bastions en drie ravelijnen. De bastions werden van west naar oost aangeduid als A, B, C en D; de ravelijnen als a, b en c. Zes van de zeven vestingwerken werden voorzien van kazematten: ondergrondse, bomvrije ruimten van waaruit de omliggende grachten konden worden beschoten. Het ravelijn voor de Boschpoort en het lunet Le Roy (4 en 5) werden geïntegreerd in de nieuwe werken, die geheel omgracht waren. De grachten waren droog, maar konden met behulp van het Jekerkanaal worden geïnundeerd. De nieuwe vestingwerken zijn nooit aan een oorlogssituatie blootgesteld.

### Singelweg en fabrieksterrein (na 1867)
Na de opheffing van de vestingstatus in 1867 werd de vesting Maastricht in opdracht van het Ministerie van Oorlog ontmanteld, waarna de gronden werden overgedragen aan de Dienst der Registratie en Domeinen voor verdere sloop en herbestemming. De stadspoorten vielen onder de zeggenschap van het gemeentebestuur. Grote delen van de middeleeuwse stadsmuur, inclusief de Boschpoort, werden afgebroken, even als de buitenwerken. Nog in hetzelfde jaar 1867 kwam de ontmantelingscommissie met een eerste schets voor de uitleg van de stad. De gemeente Maastricht volgde in hetzelfde jaar met een "Project van percees en boulevards". Beide gingen uit van een singel- of  boulevardstructuur rondom de ontmantelde stad, zoals dat door de rijksingenieur F.W. van Gendt voor de meeste voormalige vestingsteden werd voorgesteld. Van Maastrichtse zijde waren achtereenvolgens de stadsarchitecten A. Cuypers, J.H. Nivel en vanaf 1873 W.J. Brender à Brandis verantwoordelijk voor de uitwerking van de plannen. Pas met laatstgenoemde kwam er schot in de plannen. Begonnen werd met het noordwestelijk deel, aangezien daar de belangrijkste industrieën gevestigd waren, die in die tijd in Maastricht het primaat hadden. Tussen 1874 en 1876 kwamen de huidige Statensingel, Frontensingel en Fransensingel tot stand. Van het zuidelijk deel van de 'boulevard' werd aanvankelijk slechts een klein deel in het Villapark aangelegd; de aanleg van de Hertogsingel moest tot 1891-93 wachten en het westelijk deel van de Prins Bisschopsingel tot 1920.
De Boschpoort en het aansluitende deel van de walmuur werden tussen 1867 en 1874 afgebroken. Met het puin werd de stadsgracht opgevuld. Het lunet Le Roy werd in 1868 gesloopt, het Bastion D tussen 1868 en 1873. Bastion C en de courtine tussen de bastions B en C werden eveneens afgebroken ten behoeve van infrastructuur en industrie, voor de Maastrichtenaren van die tijd een illustratie van de transformatie van militaire naar modern industriële stad. Van het Biesenbastion werd de linkerface omstreeks 1870 deels afgebroken. Van de rechterface werden delen gesloopt in 1926 en 1955. De dieperliggende delen werden onaangeroerd gelaten. In de kademuur aan de Biesenwal is een deel van de courtinemuur van het bastion te herkennen. Verder bleef de kazemat van ravelijn c behouden. Deze was jarenlang in gebruik door de indertijd bekende schroothandelaar Dotremont.
Een deel van de terreinen aan de Fransensingel bleef in handen van het Ministerie van Oorlog. De rest werd verdeeld tussen de aardewerkfabrikant Regout (later Sphinx) en de papierfabrikanten Lhoëst & Lammens (KNP). Regout bouwde tussen de Fransensingel en het Bassin een groot magazijncomplex en een houtzagerij, de latere Timmerfabriek. Op een terrein aan de Maas, aan de noordzijde van de Fransensingel, verrees in 1881 een complex van 59 arbeidershuisjes, het Quartier Amélie, in de volksmond 'Krejjedörp', naar de uit de fabrieksovens afkomstige sintels waarmee de wegen verhard waren. Het wijkje met 59 huisjes werd bij een geallieerd bombardement in 1944 grotendeels verwoest. Het Gemeentelijk Slachthuis vestigde zich in 1901 aan de Fransensingel op de hoek van de Commandeurslaan. Het behoorde tot de eerste openbare slachthuizen in Nederland. Het gebouwencomplex in chaletstijl werd in 1990 afgebroken, waarna KNP hier verder uitbreidde. De uitbreiding van de papierfabriek KNP, sinds 1997 Sappi, in noordelijke en westelijke richting voltrok zich in de loop van anderhalve eeuw geleidelijk.
Het ontbreken van een brug over de Maas bij de Fransensingel verhinderde dat de straat een rol van betekenis kon spelen voor het in de tweede helft van de twintigste eeuw sterk toenemende verkeer. In de jaren 1960 en 1970 werd de vijf kilometer lange Maasboulevard aangelegd, maar deze eindigde bij het Bassin, omdat de bebouwing op het KNP-terrein verhinderde dat de weg naar het noorden kon worden doorgetrokken. Uiteindelijk werd de boulevard via de Bassinbrug en de Boschstraat verbonden met het hoofdverkeersnet. Bij de bouw van de Noorderbrug (1982-84) werd de Fransensingel letterlijk gepasseerd, omdat de brug aanlandde ten noorden van de Fransensingel aanlandde en met een wijde bocht werd aangesloten op de Frontensingel. De Fransensingel werd aan de noordwestzijde 'verrijkt' met de "krul", een betonnen oprit die sterk inbreuk pleegde op het negentiende-eeuwse karakter van de daar gelegen Zuid-Willemsvaart.

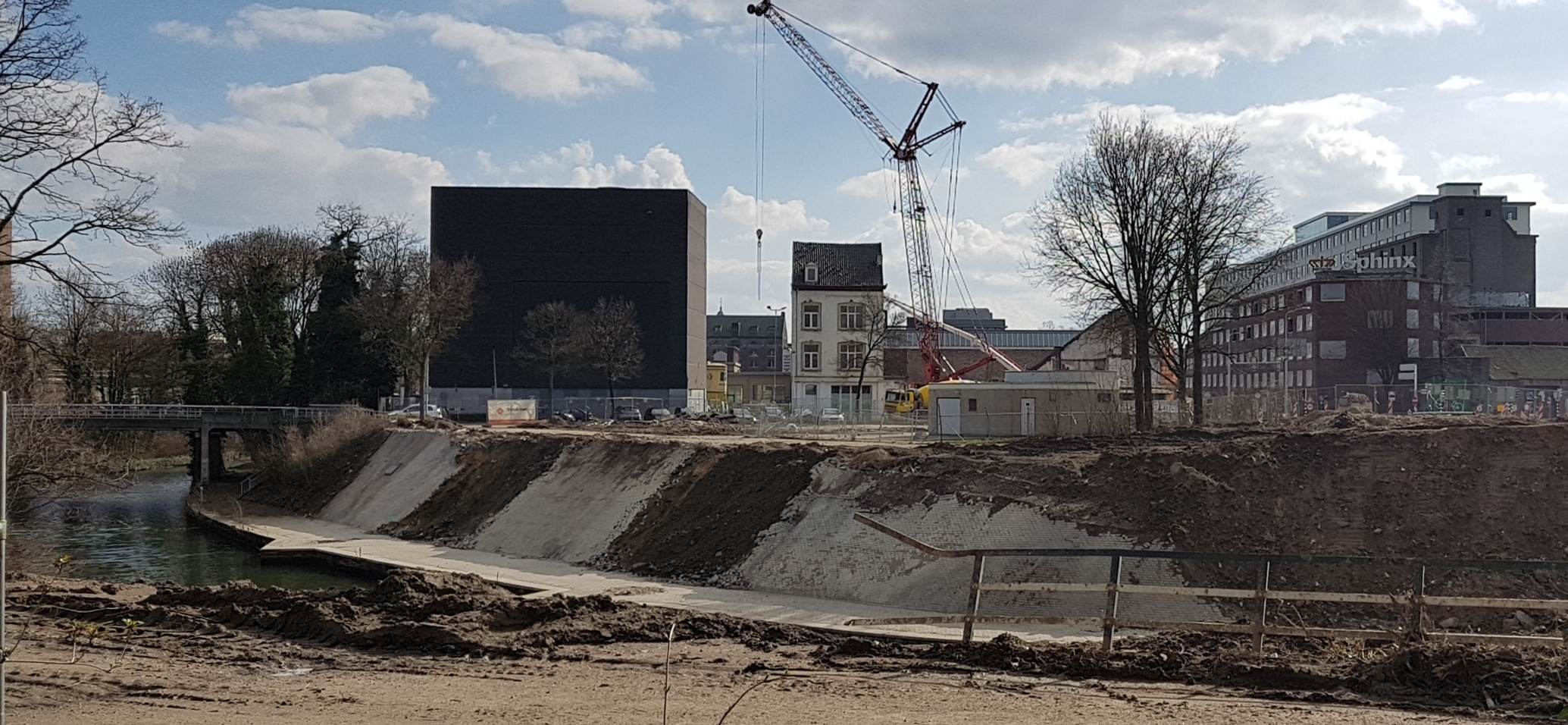
Aanleg Baron Dibbetspark, 2018

Hoewel het er niet naar uitziet dat de papierfabriek zijn productie op korte termijn uit het centrum van Maastricht zal verplaatsen, lijkt de Fransensingel toch enigszins mee te liften op de grootschalige transformatie van het nabije Sphinxkwartier. Het poppodium Muziekgieterij, dat  sinds 2013 in de Timmerfabriek gevestigd is, kreeg in 2019 een nieuwe zaal voor 1100 bezoekers op de hoek van de Boschstraat en de Fransensingel. Op de tegenoverliggende hoek was een jaar eerder de oprit naar de Noorderbrug gesloopt, nadat het Noorderbrugtracé in het kader van het Plan Belvédère in noordelijke richting was opgeschoven. Op de plek van de "krul" werd in 2019 een parkje aangelegd, het Baron Dibbetspark. Het parkje fungeert als scharnierstuk tussen het groengebied langs de Zuid-Willemsvaart tussen Bassin en Fransensingel, en het nieuwe Frontenpark. In 2021 presenteerde de Gemeente Maastricht plannen om de Maasboulevard alsnog in noordelijke richting door te trekken en deze aan te sluiten op het westelijk deel van de Fransensingel. Dat werd mogelijk door de aankoop van een deel van het fabrieksterrein van Sappi.

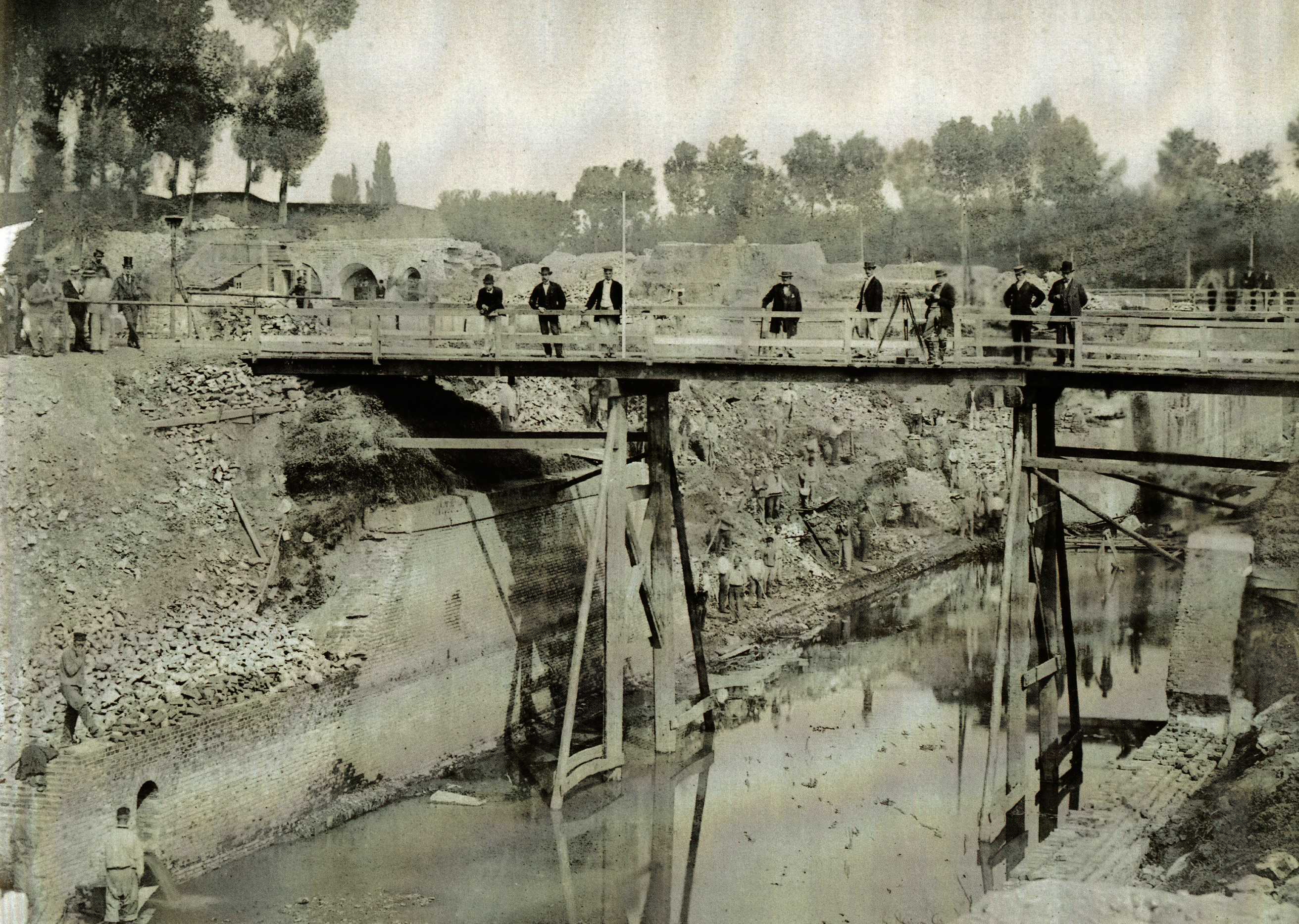
Sloop vestingwerken bij Zuid-Willemsvaart, 1875
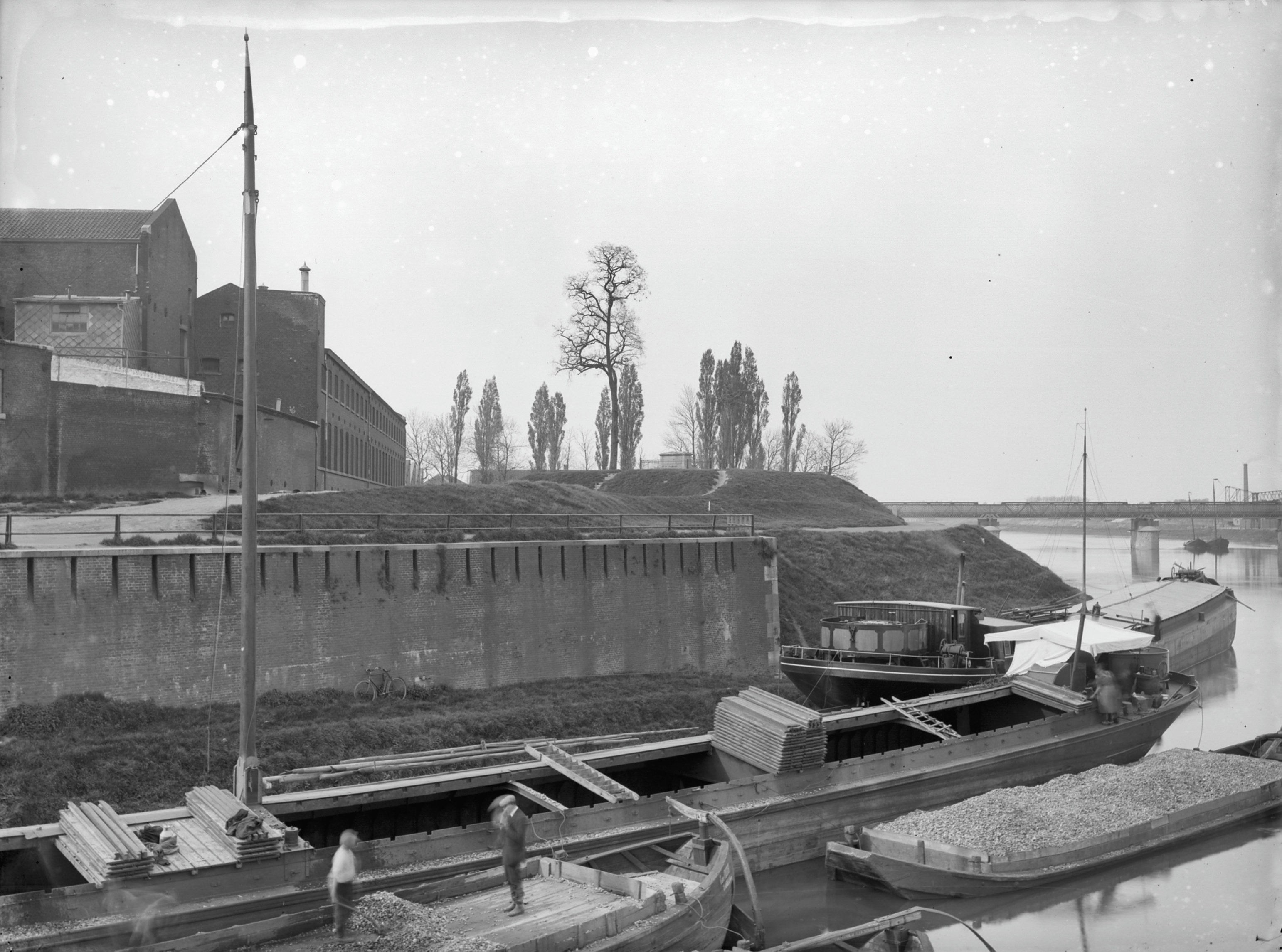
Biesenbastion met cenotaaf Des Tombe, 1925
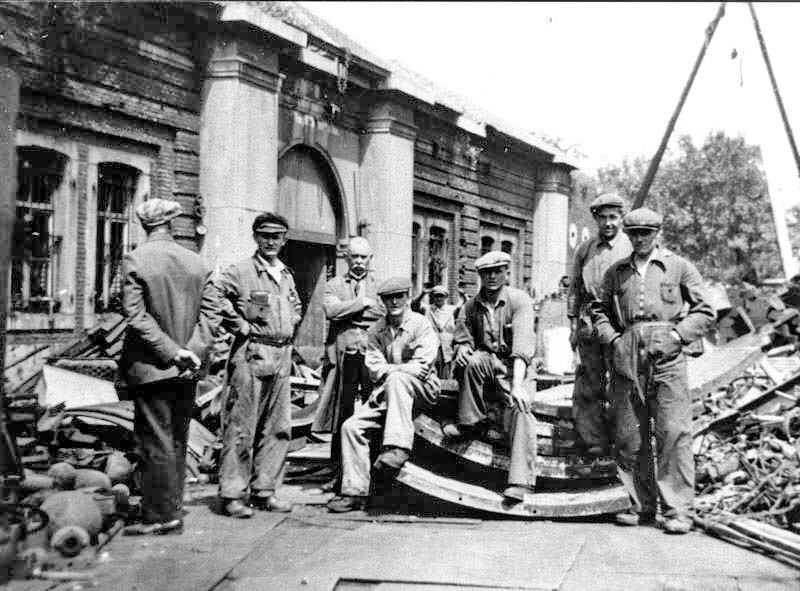
Schroothandel Dotremont in kazemat c, 1935
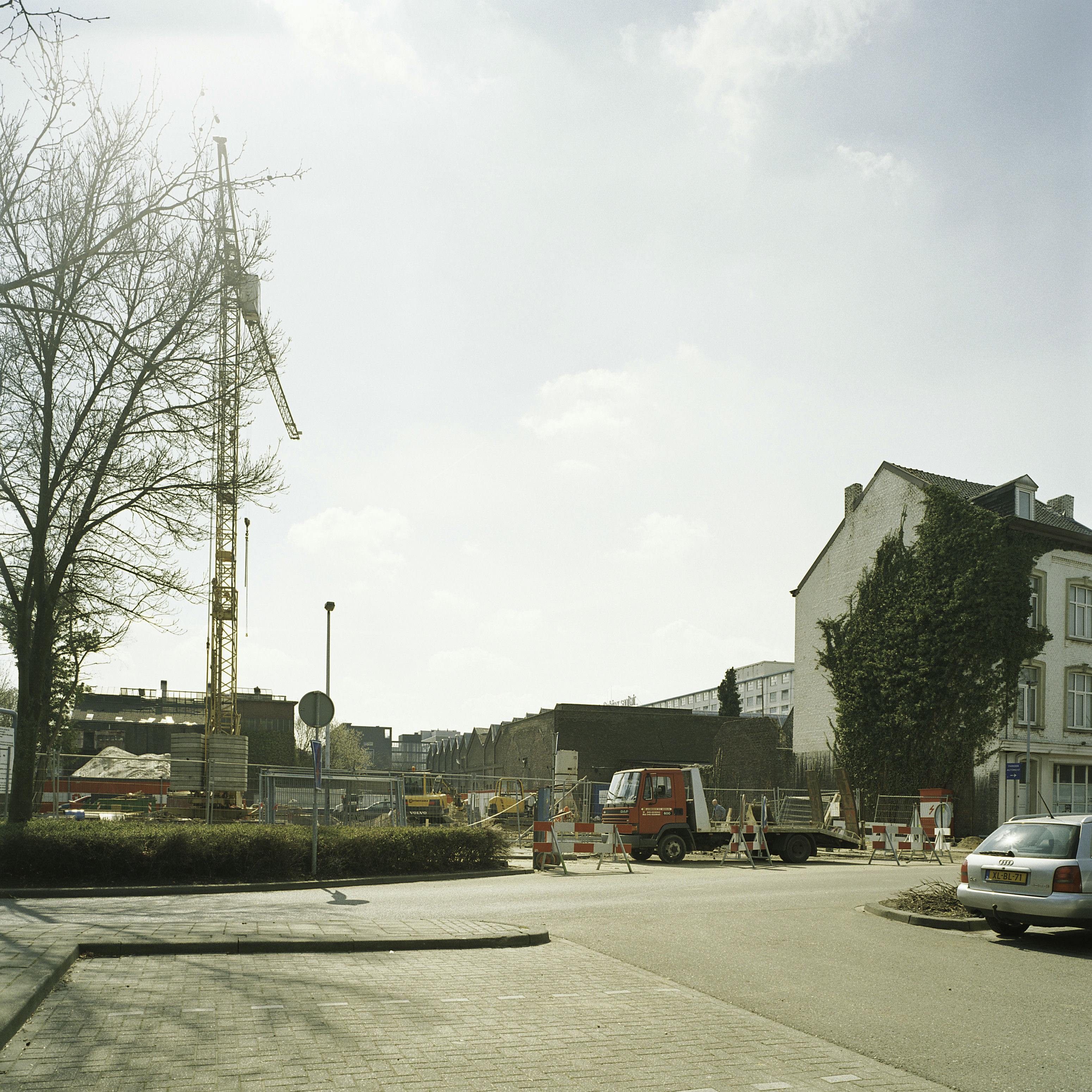
Bouw restwarmtecentrale Sappi, 2006

## Bezienswaardigheden

### Westelijk deel: cultuurhistorie en architectuur
In de directe omgeving van de Fransensingel liggen enkele cultuurhistorische monumenten, die op de lijst van gemeentelijke monumenten staan. De kazemat van ravelijn c verkeert in vervallen staat en is door de verschuiving van het Noorderbrugtracé nog meer onder het wegdek van de brug komen te liggen. De Zuid-Willemsvaart heeft in deze omgeving nog een deel van de oorspronkelijke kades behouden. Bij het omleggen van de aanlanding van de Noorderbrug moest de historische kademuur verstevigd worden, omdat een van de nieuwe brugpijler er rakelings langs gaat. Van de drie overwelfde doorvaarten (duikers), die bij het graven van het kanaal in de vestingwerken nodig waren, is alleen de buitenste bewaard gebleven. Deze liep dwars door het glacis aan de veldzijde van bastion C door. De duiker heeft een bakstenen tongewelf en bezit aan beide zijden een hardstenen naamsteen met een gekroonde letter W (van koning Willem I) en het jaartal 1825. De grotendeels uit beton en ijzer bestaande brug over de Zuid-Willemsvaart is waarschijnlijk in de twintigste eeuw vernieuwd. De brug bestaat uit twee gescheiden delen die elk een weghelft dragen. Het zuidelijk deel rust op gemetselde pijlers, die mogelijk negentiende-eeuws zijn.
De in 2019 opgeleverde nieuwe zaal van de Muziekgieterij op de hoek van de Boschstraat is ontworpen door Maurer United Architects. Ernaast staat het enige overgebleven woonhuis aan de Fransensingel, nr. 65. Hier woonde vanaf 1933 de schipper en cafébaas Hendrik Meulensteen (1886-1943), die als lid van een verzetsgroep eind 1941 werd gearresteerd en begin 1943 in Neuengamme om het leven werd gebracht. Sinds 2019 herinnert een struikelsteentje voor het pand aan hem. Even verderop staat een gebouw dat het uiterlijk heeft van een gesloten zwarte doos, waarin restwarmte van Sappi wordt omgezet in stadsverwarming.

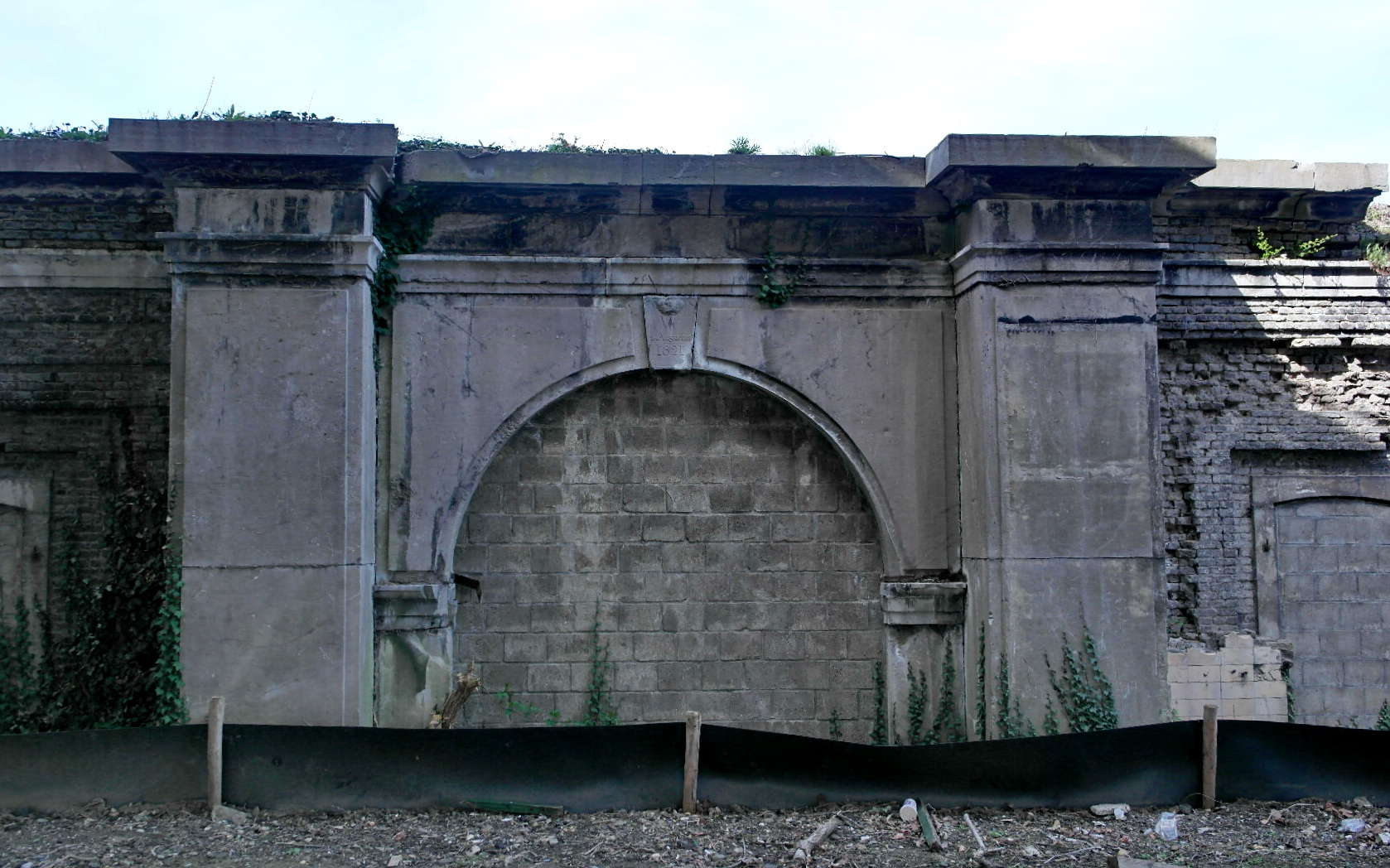
Detail kazemat ravelijn c
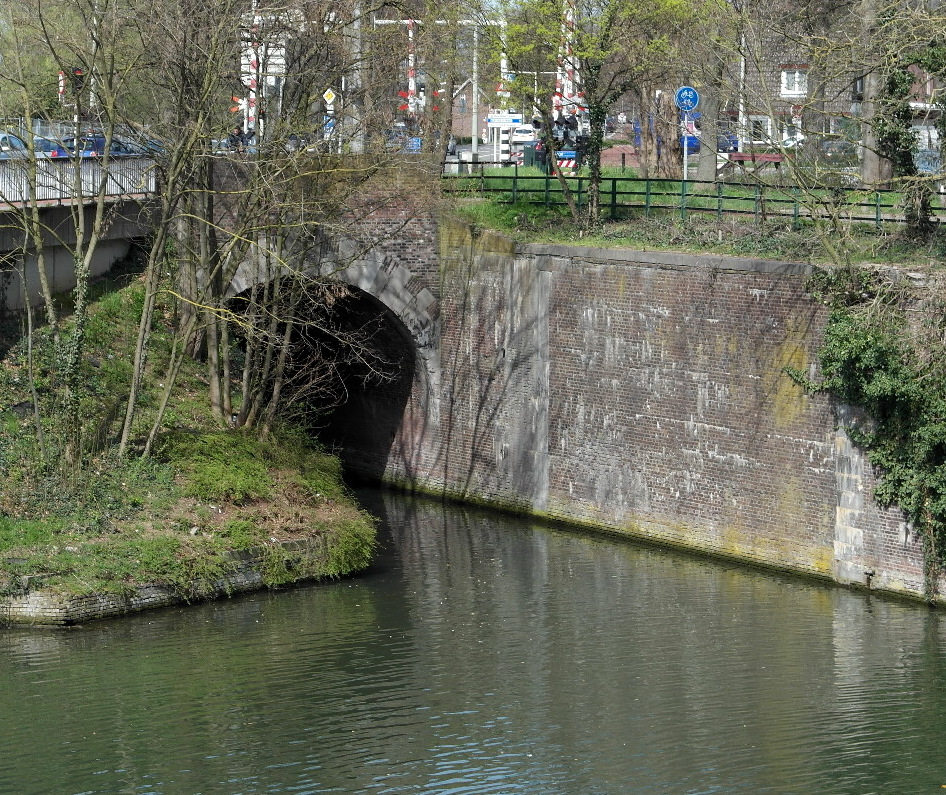
Duiker Zuid-Willemsvaart
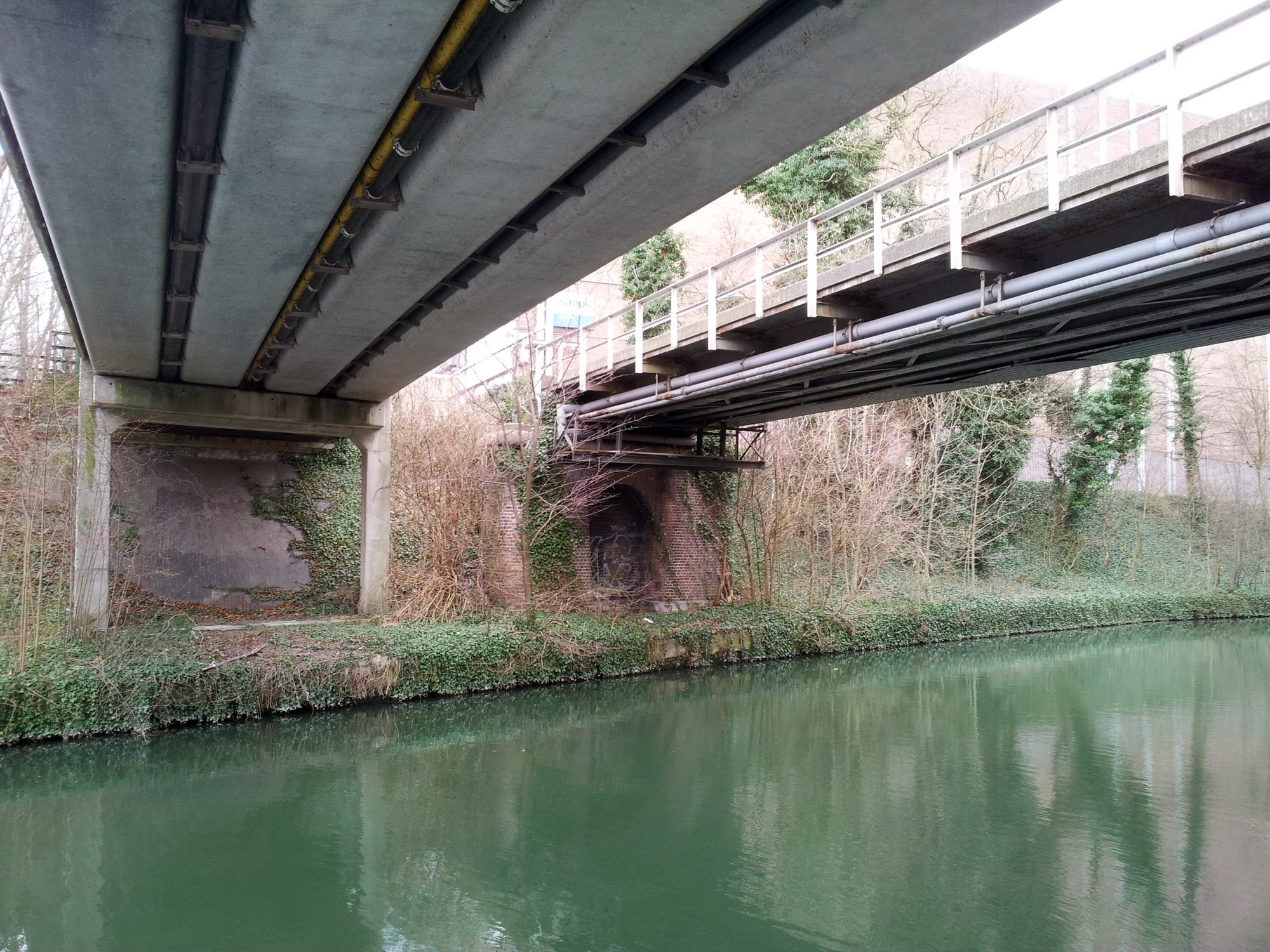
Brug Zuid-Willemsvaart
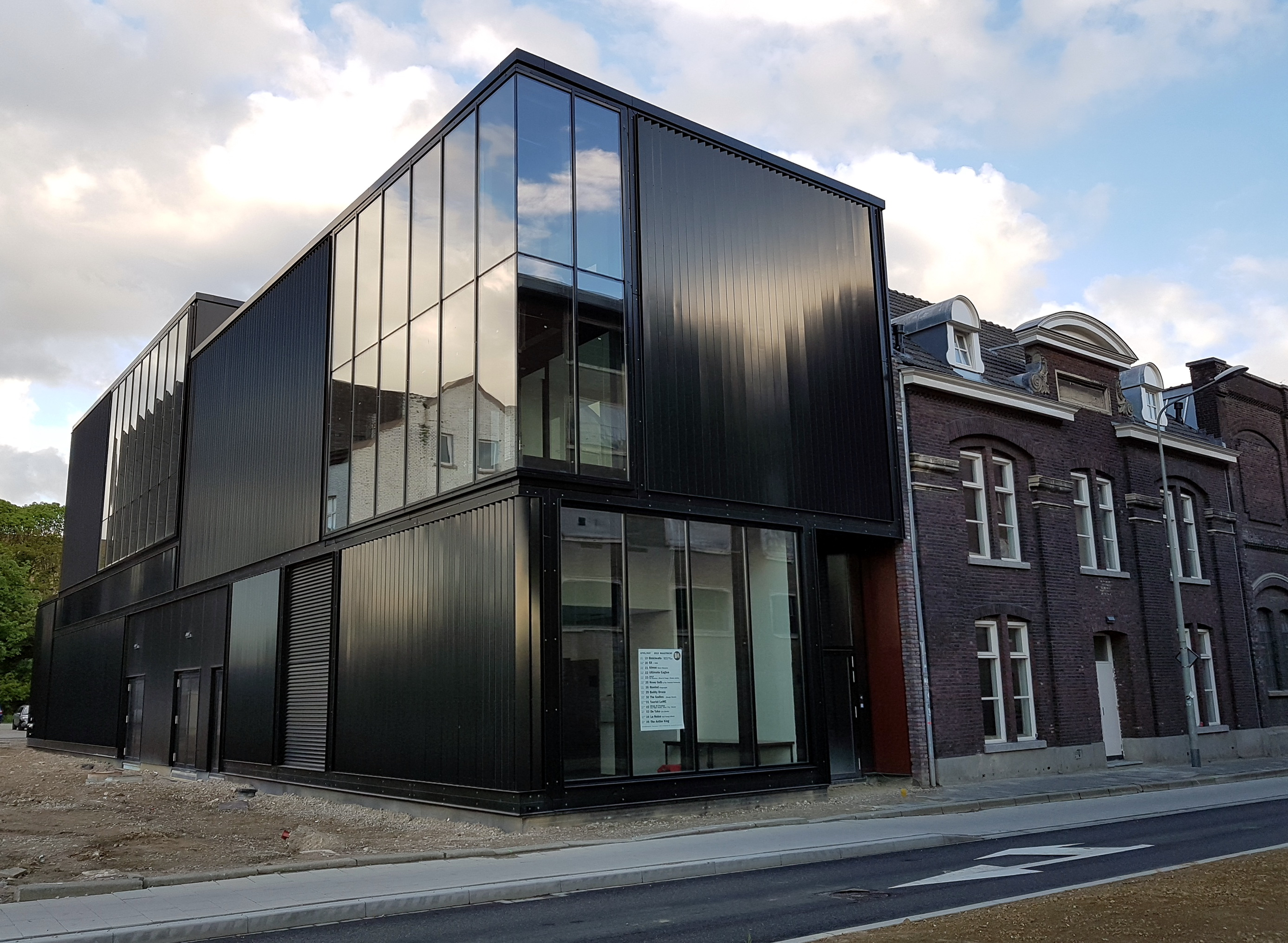
Nieuwe zaal Muziekgieterij

### Oostelijk deel: KNP/Sappi
De oudste delen van de papierfabriek liggen aan de kant van het Bassin. Het Blekerijgebouw uit 1851 is een rijksmonument. De gebouwen aan weerszijden van de Fransensingel zijn minimaal een eeuw jonger. Het gebouwencluster aan de zuidzijde van de straat wordt aangeduid als bedrijf Zuid; aan de overkant ligt bedrijf Noord. Twee robuuste gebouwen uit 1955-56 staan direct aan de Maas: op de zuidoosthoek van de straat staat het vijf verdiepingen tellende administratiegebouw Zuid met op de bovenste etage het personeelsrestaurant; op de noordoosthoek staat het hoge bakstenen gebouw waarin oorspronkelijk PM-6 (papiermachine 6) was ondergebracht. Sinds ca. 1990 is dit de energiecentrale van Sappi. Het gebouw is een gemeentelijk monument.

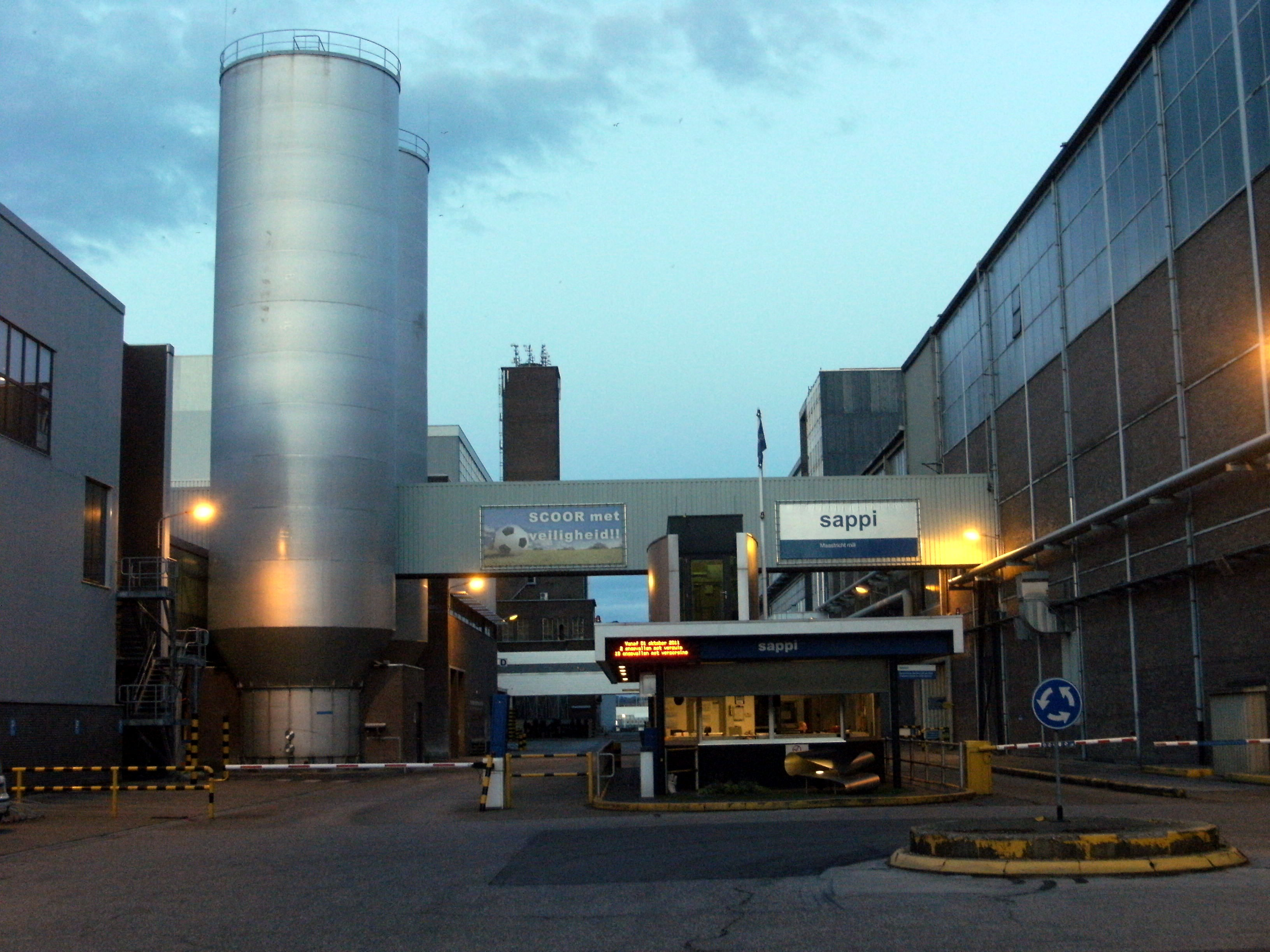
Entree met portiersloge
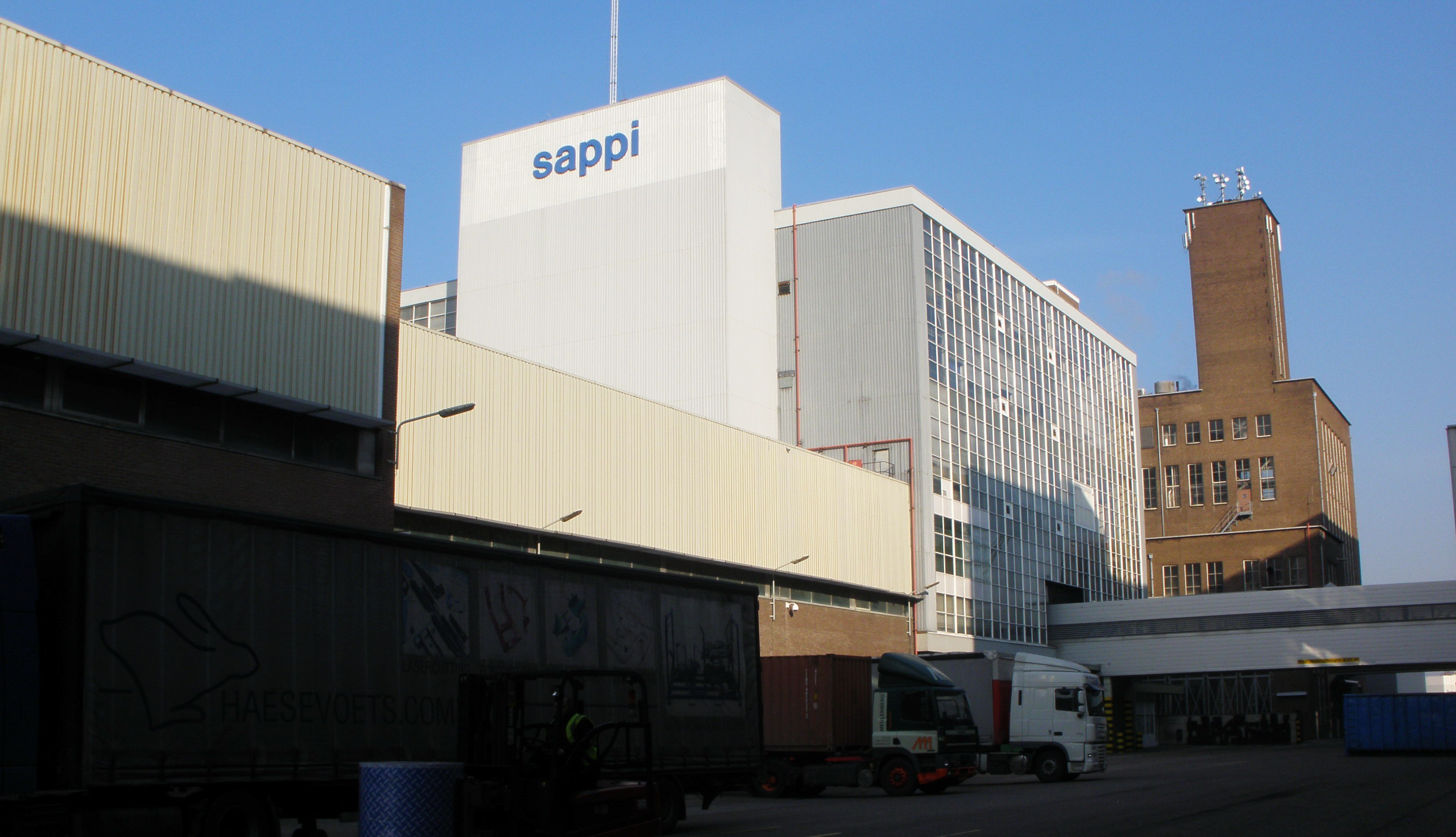
Bedrijf Noord
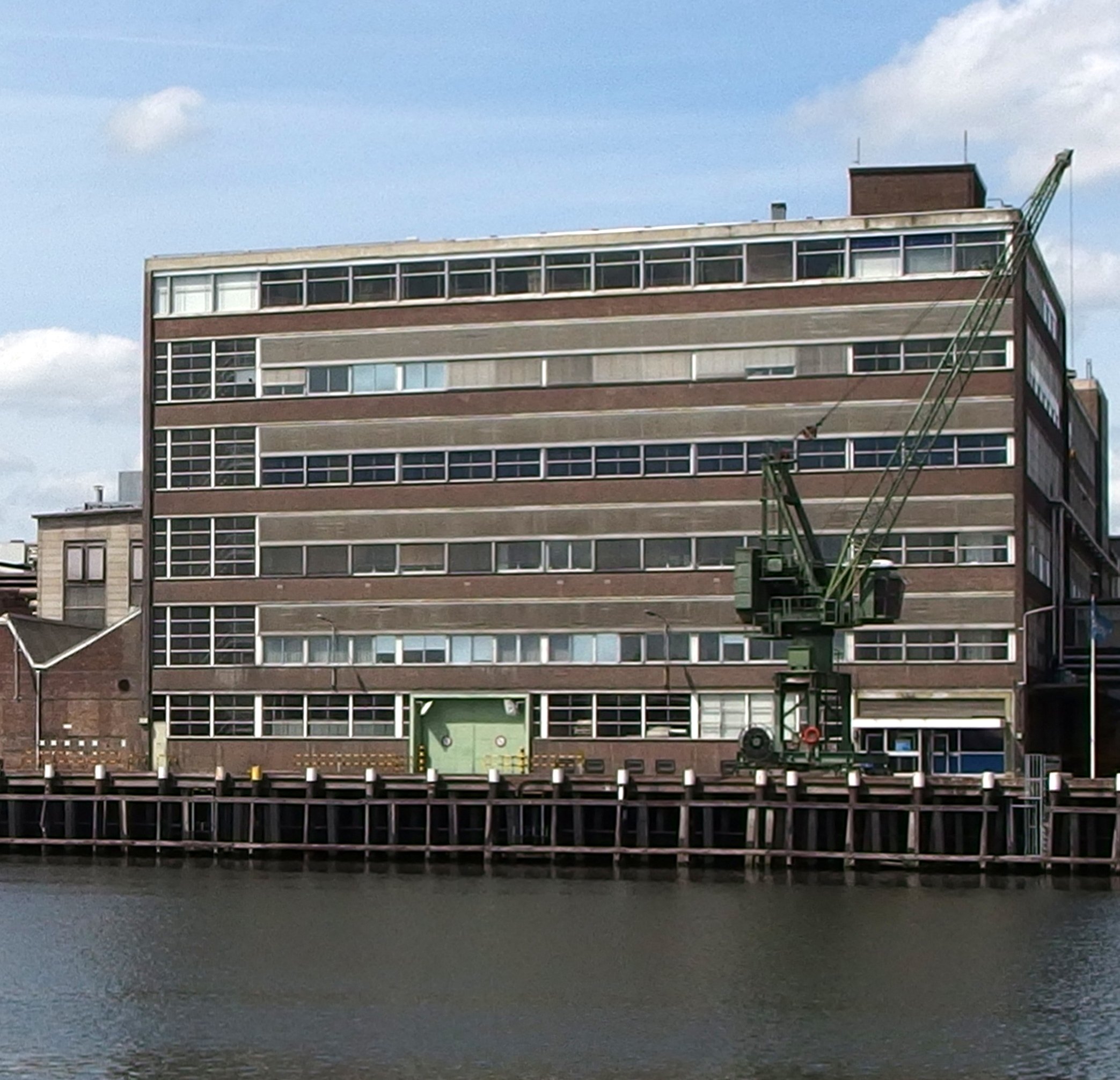
Administratiegebouw Zuid
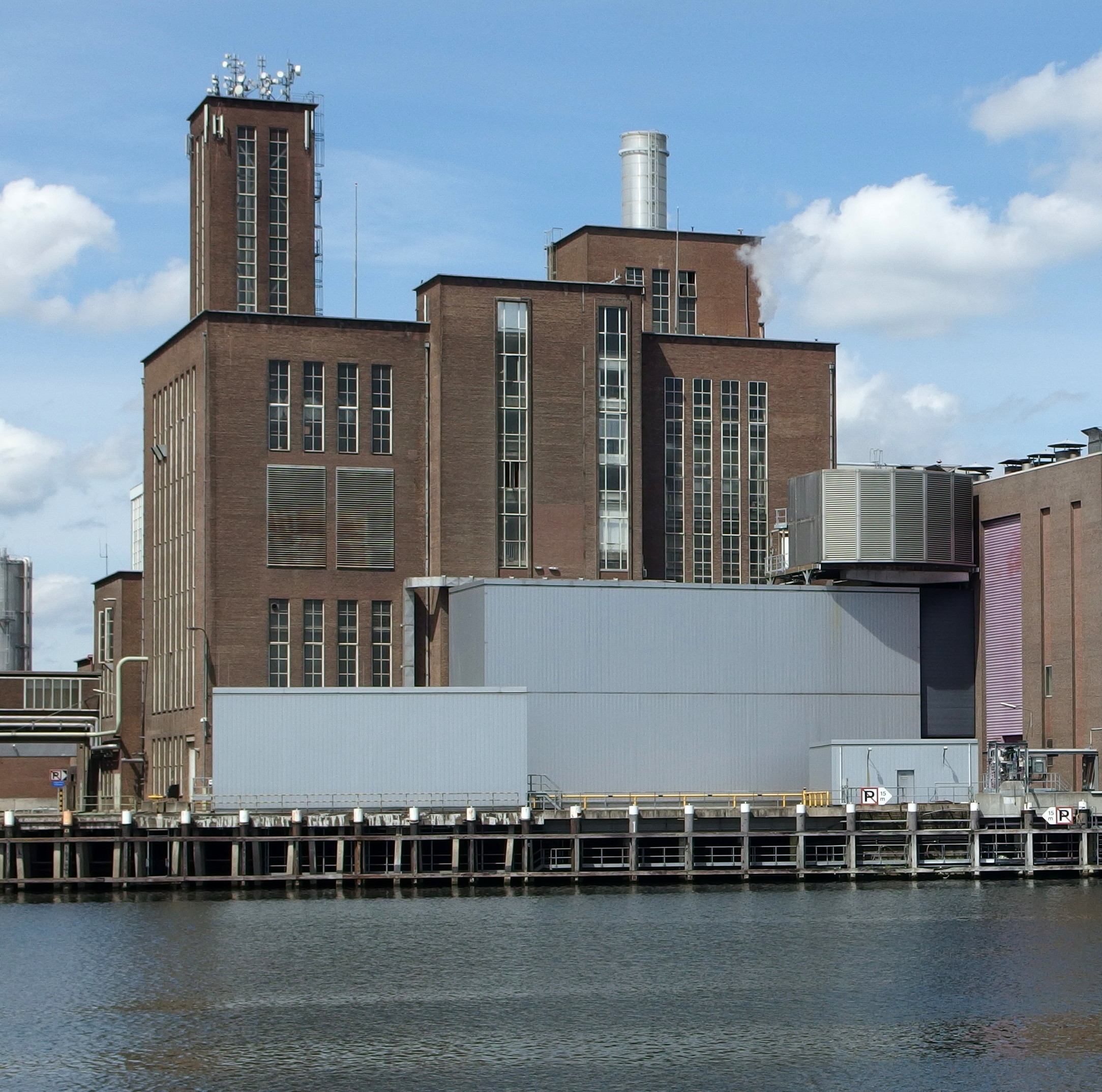
Energiecentrale